# 拉尼
拉尼（Rani），是印度拉贾斯坦邦Pali县的一个城镇。总人口12376（2001年）。

## 人口
该地2001年总人口12376人，其中男性6382人，女性5994人；0—6岁人口2016人，其中男1027人，女989人；识字率61.30%，其中男性为73.13%，女性为48.72%。